# Reksio
Reksio est une série d'animation polonaise en 65 épisodes créée par Lechosław Marszałek, réalisée par les Studios Filmów Rysunkowych, et diffusée en Pologne de 1967 à 1990.
En France, elle a été diffusée à partir de 1970 dans l'émission Récré A2 sous le titre Rexie, et au Québec dès septembre 1985 sur TVJQ sous son titre original.

## Épisodes

### Première saison
1. Reksio polyglotte
2. Reksio le rêveur
3. Reksio I'éducateur
4. Défenseur de Reksio
5. Reksio le bienfaiteur
6. Reksio casanier
7. Pompier Reksio
8. Reksio I'athlète
9. Alpiniste de Reksio
10. Reksio le vagabond
11. Reksio acteur
12. Reksio spectateur
13. Reksio I'astronaute
14. Reksio le magicien
15. Infirmière Reksio
16. Rationalisateur Reksio
17. Naufragé de Reksio
18. Reksio le peintre
19. Reksio le chercheur
20. Reksio le sauveteur
21. Détective Reksio
22. Reksio propre
23. Reksio le tueur
24. Reksio le marin
25. Médaillé Reksio
26. Reksio le pacificateur
27. Reksio robinson
28. Reksio le doudou
29. Reksio le chanteur
30. Reksio I'entremetteur
31. Reksio le dentiste
32. Reksio, le fruiticulteur
33. Camarade Reksio
34. Reksio le professeur
35. Reksio le sauveur
36. Guide Reksio
37. Reksio I'hôte
38. Reksio et le teckel
39. Reksio automne
40. Reksio et OVNI
41. Reksio le thérapeute
42. Compositeur Reksio
43. Reksio rénove
44. Reksio printemps
45. Reksio et la poule porteuse
46. Reksio le patineur
47. Reksio hiver
48. Reksio et la corneille
49. Reksio et les coqs
50. Reksio et le grillon
51. Reksio et la pie
52. Reksio et les fourmis

### Deuxième saison: Reksio et les oiseaux
1. Reksio et la cigogne
2. Reksio et le perroquet
3. Reksio et le pigeon
4. Reksio et les étourneaux
5. Reksio et le jars
6. Reksio et la grive
7. Reksio et le pic
8. Reksio et le corbeau
9. Reksio et les choucas
10. Reksio et le coucou
11. Reksio et le paon
12. Reksio et le pélican
13. Reksio et le hibou